# فرانکا بتوئیا
فرانکا بتوئیا (ایتالیایی: Franca Bettoia) (زادهٔ ۱۴ مهٔ ۱۹۳۶ – درگذشتهٔ ۱۳ سپتامبر ۲۰۲۴) بازیگر اهل ایتالیا بود.
از فیلم‌هایی که وی در آنها نقش داشته‌است، می‌توان به آیا قهرمانان ما قادر به یافتن دوستشان که به طرز مرموزی در آفریقا ناپدید شده هستند؟، آخرین مرد روی زمین و طبقه هفتم اشاره کرد.